# Passion: Music for The Last Temptation of Christ
Passion is een album van de Engelse rockartiest Peter Gabriel. De vermelde titel werd (naar gebruik van Gabriel) niet op de platenhoes vermeld. Bij heruitgaven werd de titel (zie rubriek hoes) om juridische redenen aangepast tot Passion: Music for The Last Temptation of Christ. Het album werd rond 1990 gezien als keerpunt in de ontwikkeling van wereldmuziek, dat in 1990 de winnaar werd bij (gebrek aan een eigen categorie) de Grammy Award for Best New Age Album.

## Aanloop
Gabriel werd door filmregisseur Martin Scorsese gevraagd de filmmuziek te leveren voor zijn religieuze film The Last Temptation of Christ (1988). Gabriel ging na oplevering van de film verder en kwam tot een album met een combinatie met nieuwe muziek en filmmuziek. Voor de opnamen in zijn eigen Real World Studio in Box (Wiltshire) schakelde hij uitheemse musici in, waarmee hij mede als oprichter van WOMAD had kennisgemaakt; er ontstond een mengeling van muziek uit het Midden Oosten, Afrika, Europa en Zuid-Azië enerzijds en muziekstromingen als ambient anderzijds. Hij maakte daarmee een brug tussen Westerse en etnische muziek, die in de jaren volgend op het album navolging vond. Die brug zou westerse rockluisteraars in contact moeten brengen met artiesten als Nusrat Fateh Ali Khan, Youssou N’Dour, L. Shankar en Baaba Maal voor zover dat nog niet het geval was; de artiesten waren deels al eerder op albums van Gabriel te horen.
Gabriel bracht het album uit op zijn toen net opgerichte platenlabel New World Records (het draagt catalogusnummer RWCD1), internationaal gedistribueerd door Virgin Records (Europa) en Geffen Records (Verenigde Staten en Canada). Later werd met Passion – Sources een tweede album met muziek van de film uitgebracht. Dat album bevat muziek die door andere artiesten zonder Gabriel werd uitgevoerd. Later werkten Gabriel en Scorsese ook samen aan Gangs of New York (2002).

## Muziek
Per track werden andere musici ingeschakeld:
- The feeling begins
  - geschreven: Peter Gabriel
  - tijdsduur: 4:00
  - Manny Elias – octabans, surdo, skins
  - Hossam Ramzy – vingerbekkens, tabla, dufs
  - Peter Gabriel – synthesizers, shakers, skins, surdo
  - David Bottrill – drone mix
  - David Rhodes – gitaar
  - L. Shankar – viool
  - Vatche Housepian – Armeense doedoek
  - Antranik Askarian – Armeense doedoek
    - De doedoek is te horen in een Armeens melodietje "The Wind Subsides" en zijn opgenomen voor Ocora Records onder leiding van Robert Ataian.
- Gethsemane
  - geschreven: Peter Gabriel
  - tijdsduur: 1:26
  - Peter Gabriel – dwarsfluit (en samples daarvan), zang
    - Verwijst naar Getsemane
- Of these, hope
  - geschreven: Peter Gabriel
  - tijdsduur: 3:55
  - Massamba Diop – talking drum
  - Peter Gabriel – basgitaar, percussie flute whistle, Prophet 5
  - L. Shankar – viool
  - David Rhodes – gitaar
  - Mustafa Abdel Aziz – arghul drone
- Lazarus raised
  - geschreven: Peter Gabriel
  - tijdsduur 1:26
  - onbekende spelers– Koerdische doedoek en tenbur
  - David Rhodes – gitaar
  - Peter Gabriel – piano, Akai S900
    - in dit stuk is een traditionele melodie te horen uit Koerdistan over een ongelukkige liefde van een jonge vrouw voor Bave Seyro, een legendarische strijder; opnamen zijn afkomstig van het album UNESCO Collection – A Musical Anthology of the Orient, uitgebracht op Musicaphon Records
    - verwijst naar Lazarus,
- Of these, hope – reprise
  - geschreven: Peter Gabriel
  - tijdsduur 2:44
  - Massamba Diop – talking drum
  - Peter Gabriel – basgitaar, percussie, flute whistle, Prophet 5
  - L. Shankar – viool
  - David Rhodes – gitaar
  - Mustafa Abdel Aziz – arghul drone
  - Baaba Maal – stem
  - Fatala – aanvullende percussie
- In Doubt
  - geschreven: Peter Gabriel
  - tijdsduur: 1:33
  - Peter Gabriel – audioframe, Fairlight samples, stem
  - Mahmoud Tabrizi Zadeh – Kamancheh
- A different drum
  - geschreven: Peter Gabriel
  - tijdsduur: 4:40
  - Doudou N'Diaye Rose – percussie loop (four bars)
  - Fatala – percussie loops (three bars)
  - Peter Gabriel – surdo, percussie, Audioframe, Prophet 5, stem
  - L. Shankar – viool
  - Youssou N'Dour – stem
  - David Sancious – achtergrondzang
- Zaar
  - geschreven: Peter Gabriel
  - tijdsduur 4:53
  - Hossam Ramzy – tamboerijn, dufs, tabla, vingerbekkens, triangel
  - Peter Gabriel – surdo, aanvullende percussie, Audioframe, Akai S900, stem
  - Nathan East – basgitaar
  - David Rhodes – gitaar
  - Mahmoud Tabrizi Zadeh – kamancheh
  - L. Shankar – viool
- Troubled
  - geschreven: Peter Gabriel
  - tijdsduur 2:55
  - Billy Cobham – drumstel, percussie
  - Hossam Ramzy – vingerbekkens
  - Peter Gabriel – percussien, Fairlight, Emulator, achtergrondzang
  - David Sancious – achtergrondzang
- Open
  - geschreven: Peter Gabriel, L. Shankar
  - tijdsduur: 3:27
  - Peter Gabriel – Prophet 5, Akai S900, zang
  - L. Shankar – viool, zang
- Before night falls
  - geschreven: Peter Gabriel
  - tijdsduur: 2:18
  - Hossam Ramzy – vingerbekkens, tabla, dufs
  - Kudsi Erguner – ney
  - L. Shankar – viool
    - De ney laat een traditioneel Armeens melodietje horen
- With this love
  - geschreven: Peter Gabriel
  - tijdsduur: 3:40
  - Robin Canter – hobo, althobo
  - L. Shankar – viool
  - David Sancious – Akai S900, arrangement voor synthesizer
  - Peter Gabriel – Audioframe, Fairlight, piano, Prophet 5, arrangement voor arrangement
- Sandstorm
  - geschreven: Peter Gabriel
  - tijdsduur: 3:02
  - Hossam Ramzy – surdo, tabla, tamboerijn, dufs, mazhar
  - Manu Katché – aanvullende percussie
  - Mahmoud Tabrizi Zadeh – Kamancheh
  - L. Shankar – viool
  - Peter Gabriel – Fairlight
    - Marokkaanse percussie en zang werd lokaal opgenomen
- Stigmata
  - geschreven: Peter Gabriel, Mahmoud Tabrizi Zadeh
  - tijdsduur 2:28
  - Mahmoud Tabrizi Zadeh – Kamancheh
  - Peter Gabriel – Prophet 5, zang
    - gebaseerd op een improvisatie van Mahmoud en Peter Gabriel
    - verwijst naar stigmata
- Passion
  - geschreven: Peter Gabriel
  - tijdsduur 7:39
  - Djalma Correa – Braziliaanse percussie
  - Jon Hassell – trompet
  - Peter Gabriel – Prophet 5, Akai S900, Fairlight, zang
  - Nusrat Fateh Ali Khan – Qawwali voice
  - L. Shankar – viool
  - Youssou N'Dour – zang
  - Julian Wilkins – zang
- With this love (Choir)
  - geschreven: Peter Gabriel
  - tijdsduur: 3:20
  - Robin Canter – althobo
  - Richard Evans – koordirectie
- Wall of breath
  - geschreven: Peter Gabriel
  - tijdsduur: 2:29
  - Kudsi Erguner – Turkse ney
  - L. Shankar – viool
  - Egyptische musici – arghul
  - David Rhodes – E-bow gitaar
  - Peter Gabriel – synthesizers
- The promise of shadows
  - geschreven: Peter Gabriel
  - tijdsduur: 2:13
  - Bill Cobham – drumstel
  - David Bottrill – tamboerijn
  - Peter Gabriel – Emulator, Prophet 5, Audioframe, aanvullende percussie
  - David Rhodes – gitaar
- Disturbed
  - geschreven: Peter Gabriel
  - tijdsduur: 3:35
  - Hossam Ramzy – surdo, tabla
  - Mustafa Abdel Aziz – percussie loop
  - Said Mohammad Aly – percussie loop
  - Fatala – Afrikaanse percussie
  - L. Shankar – viool
  - Peter Gabriel – Fairlight, Prophet 5
- It is accomplished
  - geschreven: Peter Gabriel
  - tijdsduur: 2:55
  - Bill Cobham – drumtel, tamboerijn
  - David Bottrill – tweede tamboerijn, distorted slide
  - Nathan East – basgitaar
  - Mustafa Abdel Aziz – arghul drone
  - David Sancious – hammondorgel
  - David Rhodes – Steinberger gitaar
  - Peter Gabriel – doholla, aanvullende percussie, Roland D-50, piano, Prophet 5, stem
- Bread and Wine
  - geschreven: Peter Gabriel
  - tijdsduur: 2:21
  - Peter Gabriel – contrabas, Prophet 5, stem
  - David Rhodes – E-bow gitaar
  - Richard Evans – flutije
  - L. Shankar – viool

## Hoes
De platenhoes is afkomstig van ontwerper Julian Grater met de titel Drawing study for self image II uit 1987. Gabriel nam hoesontwerp serieus als onderdeel van zijn uitgaven en wilde een platentitel die kunst niet laten bederven. De titel(s) werden dan ook door verwijderbare stickers op de hoes of doosje geplakt, aan de luisteraar de keus om ze te laten zitten of te verwijderen.

## Ontvangst
Verkoopresultaten leidden tot albumnoteringen in Duitsland (13 weken notering; hoogste positie 30), Engeland (5 weken notering; hoogste positie 29), Nederland (8 weken notering; hoogste positie 59) en Zweden (2 weken notering; hoogste notering 34)